# Élections législatives de 1981 dans la Côte-d'Or
Les élections législatives françaises de 1981 dans la Côte-d'Or se déroulent les 14 et 21 juin 1981.

## Élus
| Circonscription | Député sortant                                | Parti | Parti    | Député élu ou réélu | Parti | Parti    |
| --------------- | --------------------------------------------- | ----- | -------- | ------------------- | ----- | -------- |
| 1re             | Robert Poujade                                |       | RPR      | Roland Carraz       |       | PS       |
| 2e              | Henry Berger                                  |       | RPR      | Hervé Vouillot      |       | PS       |
| 3e              | Lucien Jacob suppléant de Jean-Philippe Lecat |       | RPR      | François Patriat    |       | PS       |
| 4e              | Gilbert Mathieu                               |       | UDF (PR) | Gilbert Mathieu     |       | UDF (PR) |

## Positionnement des partis
Le Parti socialiste et le Parti communiste français, sous l'appellation « majorité d'union de la gauche », se présentent dans les quatre circonscriptions du département. Les socialistes investissent Roland Carraz, maire de Chenôve et conseiller régional, Hervé Vouillot, adjoint au maire de Quetigny, François Patriat, conseiller général du canton de Pouilly-en-Auxois, et Michel Neugnot tandis que les communistes soutiennent Ginette Despretz, adjointe au maire de Chenôve, Marie-Louise Yanelli, Guy Veillet, premier adjoint au maire de Seurre, et Jacques Garcia, maire et conseiller général de Montbard. Quant au Mouvement des radicaux de gauche, il présente Pierre Charles, adjoint au maire et conseiller général de Liernais, et Pierre Rebourg, maire et conseiller général de Venarey-les-Laumes, dans les 3e (Beaune) et 4e circonscription (Montbard).
Réunie dans l'Union pour la nouvelle majorité (UNM), la majorité sortante soutient elle aussi des candidats dans l'ensemble des circonscriptions, dont les trois députés-maires sortants Robert Poujade (RPR, 1re), Henry Berger (RPR, 2e) et Gilbert Mathieu (UDF-PR, 4e). Dans la 3e circonscription, Jean-Philippe Lecat (DVD), élu en 1978 et remplacé par son suppléant RPR Lucien Jacob à la suite de sa nomination au gouvernement, est à nouveau candidat et dans la 4e, Anne-François d'Harcourt (UDF-CDS), premier édile de Grosbois-en-Montagne, se présente sans l'investiture de l'UNM. 
Enfin, le Parti social-démocrate a un candidat, Raymond Cêtre, dans la circonscription de Dijon-II, Lutte ouvrière en compte deux – Monique Niang et Jean-Pierre Cusey – dans les circonscriptions dijonnaises et le Parti socialiste unifié, sous l'étiquette « Alternative 81 », soutient Jean-Michel Pierret dans la 2e circonscription.

## Résultats

### Résultats à l'échelle du département
| Parti          | Parti                              | Premier tour | Premier tour | Second tour | Second tour | Sièges |
| Parti          | Parti                              | Voix         | %            | Voix        | %           | Sièges |
| -------------- | ---------------------------------- | ------------ | ------------ | ----------- | ----------- | ------ |
|                | Parti socialiste                   | 75 377       | 35,95        | 118 281     | 51,19       | 3      |
|                | Parti communiste français          | 18 655       | 8,90         | Retrait     | Retrait     | 0      |
|                | Mouvement des radicaux de gauche   | 12 068       | 5,76         |             |             | 0      |
|                | Majorité présidentielle            | 106 100      | 50,60        | 118 281     | 51,19       | 3      |
|                |                                    |              |              |             |             |        |
|                | Rassemblement pour la République   | 60 129       | 28,68        | 67 117      | 29,05       | 0      |
|                | Divers droite                      | 20 171       | 9,62         | 23 190      | 10,04       | 0      |
|                | Union pour la démocratie française | 19 709       | 9,40         | 22 490      | 9,73        | 1      |
|                | Union pour la nouvelle majorité    | 100 009      | 47,70        | 112 797     | 48,81       | 1      |
|                |                                    |              |              |             |             |        |
|                | Parti socialiste démocrate         | 1 300        | 0,62         |             |             | 0      |
|                | Lutte ouvrière                     | 1 259        | 0,60         | 0           |             |        |
|                | Parti socialiste unifié            | 1 016        | 0,48         | 0           |             |        |
|                |                                    |              |              |             |             |        |
| Inscrits       | Inscrits                           | 300 127      | 100,00       | 300 093     | 100,00      | 4      |
| Abstentions    | Abstentions                        | 88 165       | 29,38        | 66 282      | 22,09       |        |
| Votants        | Votants                            | 211 962      | 70,62        | 233 811     | 77,91       |        |
| Blancs et nuls | Blancs et nuls                     | 2 278        | 1,07         | 2 733       | 1,17        |        |
| Exprimés       | Exprimés                           | 209 684      | 98,93        | 231 078     | 98,83       |        |

### Résultats par circonscription

#### Première circonscription (Dijon-I)
| Candidat       | Candidat               | Parti          | Premier tour | Premier tour | Second tour | Second tour |  |
| Candidat       | Candidat               | Parti          | Voix         | %            | Voix        | %           |  |
| -------------- | ---------------------- | -------------- | ------------ | ------------ | ----------- | ----------- |  |
|                | Robert Poujade sortant | RPR (UNM)      | 31 814       | 48,93        | 35 508      | 49,15       |  |
|                | Roland Carraz élu      | PS             | 28 321       | 43,56        | 36 738      | 50,85       |  |
|                | Ginette Despretz       | PCF            | 4 251        | 6,54         |             |             |  |
|                | Monique Niang          | LO             | 631          | 0,97         |             |             |  |
|                |                        |                |              |              |             |             |  |
| Inscrits       | Inscrits               | Inscrits       | 94 171       | 100,00       | 94 166      | 100,00      |  |
| Abstentions    | Abstentions            | Abstentions    | 28 610       | 30,38        | 21 340      | 22,66       |  |
| Votants        | Votants                | Votants        | 65 561       | 69,62        | 72 826      | 77,34       |  |
| Blancs et nuls | Blancs et nuls         | Blancs et nuls | 544          | 0,83         | 580         | 0,8         |  |
| Exprimés       | Exprimés               | Exprimés       | 65 017       | 99,17        | 72 246      | 99,2        |  |

#### Deuxième circonscription (Dijon-II)
| Candidat       | Candidat             | Parti          | Premier tour | Premier tour | Second tour | Second tour |  |
| Candidat       | Candidat             | Parti          | Voix         | %            | Voix        | %           |  |
| -------------- | -------------------- | -------------- | ------------ | ------------ | ----------- | ----------- |  |
|                | Henry Berger sortant | RPR (UNM)      | 28 315       | 46,76        | 31 609      | 47,20       |  |
|                | Hervé Vouillot élu   | PS             | 25 298       | 41,78        | 35 360      | 52,80       |  |
|                | Marie-Louise Yanelli | PCF            | 3 997        | 6,60         |             |             |  |
|                | Raymond Cêtre        | PSD            | 1 300        | 2,15         |             |             |  |
|                | Jean-Michel Pierret  | PSU            | 1 016        | 1,68         |             |             |  |
|                | Jean-Pierre Cusey    | LO             | 628          | 1,04         |             |             |  |
|                |                      |                |              |              |             |             |  |
| Inscrits       | Inscrits             | Inscrits       | 89 014       | 100,00       | 89 012      | 100,00      |  |
| Abstentions    | Abstentions          | Abstentions    | 27 693       | 31,11        | 21 304      | 23,93       |  |
| Votants        | Votants              | Votants        | 61 321       | 68,89        | 67 708      | 76,07       |  |
| Blancs et nuls | Blancs et nuls       | Blancs et nuls | 767          | 1,25         | 739         | 1,09        |  |
| Exprimés       | Exprimés             | Exprimés       | 60 554       | 98,75        | 66 969      | 98,91       |  |

#### Troisième circonscription (Beaune)
| Candidat       | Candidat                    | Parti               | Premier tour | Premier tour | Second tour | Second tour |  |
| Candidat       | Candidat                    | Parti               | Voix         | %            | Voix        | %           |  |
| -------------- | --------------------------- | ------------------- | ------------ | ------------ | ----------- | ----------- |  |
|                | Jean-Philippe Lecat sortant | Divers droite (UNM) | 20 171       | 46,77        | 23 190      | 48,79       |  |
|                | François Patriat élu        | PS                  | 10 556       | 24,48        | 24 344      | 51,21       |  |
|                | Pierre Charles              | MRG                 | 9 507        | 22,04        | Retrait     | Retrait     |  |
|                | Guy Veillet                 | PCF                 | 2 894        | 6,71         |             |             |  |
|                |                             |                     |              |              |             |             |  |
| Inscrits       | Inscrits                    | Inscrits            | 60 848       | 100,00       | 60 825      | 100,00      |  |
| Abstentions    | Abstentions                 | Abstentions         | 17 229       | 28,31        | 12 594      | 20,71       |  |
| Votants        | Votants                     | Votants             | 43 619       | 71,69        | 48 231      | 79,29       |  |
| Blancs et nuls | Blancs et nuls              | Blancs et nuls      | 491          | 1,13         | 697         | 1,45        |  |
| Exprimés       | Exprimés                    | Exprimés            | 43 128       | 98,87        | 47 534      | 98,55       |  |

#### Quatrième circonscription (Montbard)
| Candidat       | Candidat                      | Parti          | Premier tour | Premier tour | Second tour | Second tour |  |
| Candidat       | Candidat                      | Parti          | Voix         | %            | Voix        | %           |  |
| -------------- | ----------------------------- | -------------- | ------------ | ------------ | ----------- | ----------- |  |
|                | Gilbert Mathieu sortant réélu | UDF (PR)       | 18 037       | 44,01        | 22 490      | 50,73       |  |
|                | Michel Neugnot                | PS             | 11 202       | 27,33        | 21 839      | 49,27       |  |
|                | Jacques Garcia                | PCF            | 7 513        | 18,33        | Retrait     | Retrait     |  |
|                | Pierre Rebourg                | MRG            | 2 561        | 6,25         |             |             |  |
|                | Anne-François d'Harcourt      | Divers centre  | 1 672        | 4,08         |             |             |  |
|                |                               |                |              |              |             |             |  |
| Inscrits       | Inscrits                      | Inscrits       | 56 094       | 100,00       | 56 090      | 100,00      |  |
| Abstentions    | Abstentions                   | Abstentions    | 14 633       | 26,09        | 11 044      | 19,69       |  |
| Votants        | Votants                       | Votants        | 41 461       | 73,91        | 45 046      | 80,31       |  |
| Blancs et nuls | Blancs et nuls                | Blancs et nuls | 476          | 1,15         | 717         | 1,59        |  |
| Exprimés       | Exprimés                      | Exprimés       | 40 985       | 98,85        | 44 329      | 98,41       |  |